# Sint Servaasklooster (Maastricht)
Het Sint Servaasklooster (Maastrichts: Sintervaoskloester of Op 't Kloester) is een straat in het centrum van de Nederlandse stad Maastricht. Tot aan het einde van de 18e eeuw lag de straat binnen de claustrale singel van het Sint-Servaaskapittel. Het Sint Servaasklooster is nog steeds een rustige en voorname woonstraat met een twaalftal voormalige kanunnikenhuizen en enkele andere religieuze en wereldlijke monumenten.

## Ligging
Het Sint Servaasklooster vormt de grens tussen de centrumbuurten Binnenstad en Kommelkwartier. De straat zelf behoort in zijn geheel bij de Binnenstad; de aangrenzende percelen worden echter tot de genoemde buurten gerekend. De straat vormt de verbindingsroute tussen het Keizer Karelplein en de Oude Tweebergenpoort in het noorden, en de Papenstraat en Bouillonstraat in het zuiden. Halverwege ligt het Henric van Veldekeplein, waar de huisnummering van het Sint Servaasklooster echter gewoon doorloopt.

## Geschiedenis
De straat Sint Servaasklooster ligt op een Maasterras, dat in de Romeinse tijd circa 11 m hoger lag dan het Vrijthof (door ophoging is het hoogteverschil tegenwoordig nog maar 6 m). Het was om die reden duidelijk afgebakend in het landschap. Zowel op het hoge als het lage terras bevonden zich begraafplaatsen, die mogelijk een hogere of lagere sociale status aangaven; mogelijk ook een onderscheid tussen christenen en niet-christenen. De grafvelden lagen aan een belangrijke Romeinse heerweg (later Via Belgica genoemd), net buiten de bebouwde kom van de nederzetting (later Mosa Trajectum). De laaggelegen begraafplaatsen bleven in gebruik tot aan het einde van de Merovingische periode (met uitzondering van het zogenaamde 'ellendigenkerkhof'); de hooggelegen grafvelden tot aan het einde van de 18e eeuw. Een reeks van archeologische opgravingen op en rondom het Vrijthof (o.a. de Pandhofopgraving van 1954 en de opgravingen op het terrein van de Zusters Onder de Bogen van 1980) hebben aangetoond dat hier zeker 2000 mensen begraven zijn, deels met grafgiften. Geen archeologisch bewijs is vooralsnog voorhanden voor de veronderstelde Karolingische versterking (8e/9e eeuw) en de Ottoonse muur (begin 10e eeuw), ongeveer ter plekke van de bewaard gebleven stadsmuur Boichgraeve (13e eeuw). Deze vroege versterkingen zouden volgens sommige historici het Sint-Servaascomplex beschermd hebben.
De Sint-Servaaskerk is waarschijnlijk in de 6e eeuw door bisschop Monulfus gesticht op het graf van Sint-Servaas. Mogelijk was aan deze kerk al vroeg een klooster verbonden. In het begin van de 8e eeuw wordt het Sint-Servaasklooster genoemd als verbanningsoord van abt Wando van Fontenelle, een van de tegenstanders van Karel Martel in de Frankische Burgeroorlog. Een eeuw later worden Alcuinus en Einhard genoemd als lekenabten van de Sint-Servaasabdij. Dit oudste klooster lag waarschijnlijk op de plaats van de huidige kruisgang van de Sint-Servaasbasiliek. Dit verklaart meteen de naam van de aangrenzende straat. De huidige kloostergang dateert uit de 15e eeuw, maar enkele rondom de kruisgang gelegen gebouwen zijn ouder (11e/12e eeuw). Aan de westzijde lagen de kapittelschool en de refter, die beide eind 19e eeuw vrijwel geheel werden herbouwd in neogotische stijl. Op de zolder zijn echter nog romaanse bouwfragmenten van een binnenmuur te zien, die kunsthistorica Elizabeth den Hartog deden vermoeden dat in deze vleugel een gastenverblijf voor hooggeplaatsten was ondergebracht, of de residentie van de proost of deken van het kapittel.
In de 12e eeuw was het kapittel van Sint-Servaas op het toppunt van zijn macht. In deze periode werd onder andere het westwerk voltooid en kwamen delen van de proosdij tot stand. De ambtswoning van de proost was door middel van een houten loopbrug verbonden met het westwerk van de kerk, waar de proost een eigen kapel had, de Sint-Agathakapel. De overdekte loopbrug was aangebracht tegen een van de 12e of 13e-eeuwse westwerkbogen. Waarschijnlijk had het westwerk oorspronkelijk geen middentoren. In 1515 werd een ruim zes ton wegende luidklok ("Grameer") geïnstalleerd in een nieuw gebouwde middentoren. Deze werd enkele malen vervangen, maar bij de laatste restauratie niet meer herbouwd, nadat de door Cuypers ontworpen toren in 1955 door brand was verwoest.
Het Sint Servaasklooster ligt binnen de vroegere claustrale singel of immuniteit van het kapittel van Sint Servaas. De veertig leden van dit kapittel, de kanunniken, woonden aanvankelijk gemeenschappelijk in het Sint-Servaasklooster. Vanaf circa 1200 zegden de kanunniken het gemeenschappelijke leven vaarwel en gingen zelfstandig wonen, in kanunnikenhuizen rondom de Sint-Servaaskerk. De meeste kanunnikenhuizen aan het Sint Servaasklooster hebben hun 18e- of vroeg-19e-eeuwse aanzien kunnen bewaren. Binnen de claustrale singel lagen ook diverse utilitaire gebouwen. Tegen de zuidmuur van het westwerk stond tot circa 1900 de graanschuur van het kapittel (het "spijker"). Na de opheffing van het kapittel in 1797 onderging het gebied grote veranderingen. De proosdij van Sint-Servaas werd in 1845 het klooster van de Zusters Onder de Bogen. De zusters vervingen een deel van de oude proosdij door nieuwe kloostervleugels en scholen. Een deel daarvan is alweer vervangen door nieuwbouw. Van 1870-90 restaureerde Pierre Cuypers de Sint-Servaaskerk en de gebouwen rondom de kruisgang, waarbij een deel van de geschiedenis van deze bouwwerken verloren ging.
Vroeger liep het Sint Servaasklooster iets verder door in noordelijke richting. Dit deel van de straat is vanaf 1903 onderdeel van het Keizer Karelplein, maar de huisnummering herinnert nog aan de oude situatie. Bij het Henric van Veldekeplein is het precies andersom; de noordzijde van dit plein hoort bij het Sint Servaasklooster.

## Erfgoed
Van de historische gebouwen aan het Sint Servaasklooster zijn er 20 geregistreerd als rijksmonument. In werkelijkheid ligt dit aantal iets hoger, omdat het hele Sint-Servaascomplex geregistreerd staat op het hoofdadres (Keizer Karelplein 6), hoewel diverse onderdelen aan het Sint Servaasklooster liggen. Bij de door de rijksoverheid beschermde monumenten horen delen van de eerste middeleeuwse stadsmuur, gelegen in de kloostertuin van de Zusters Onder de Bogen en in de achtertuinen van huizen aan de even kant van de straat, en dus vanaf de straat niet zichtbaar.

### Sint-Servaasbasiliek: westelijke aanbouwen kruisgang
Tussen het Keizer Karelplein en het westwerk van de Sint-Servaas liggen enkele grotendeels neogotische en uit mergelsteen opgetrokken aanbouwen aan de westelijke kruisgang. Van noord naar zuid zijn dit: de kosterswoning (gebouwd in 1900), de Sint-Servaaskapel (vroeger refter, daarna schatkamer, tegenwoordig dagkapel) en de sacristie (eertijds Kapittelschool van Sint-Servaas). Delen van muren in het interieur zijn nog origineel, waarschijnlijk uit de 11e of 12e eeuw. Wellicht zijn ook delen van de in 1869 ingestorte kelder onder dit bouwdeel middeleeuws. Tussen de kruisgang en het westwerk bevindt zich een smalle gang die aan de zijde van het Sint Servaasklooster wordt afgesloten door een enigszins verscholen romaans portaal, het westportaal. De gebeeldhouwde kapitelen lijken oorspronkelijk niet voor deze locatie bedoeld, aangezien een deel van het beeldhouwwerk naar de muur gekeerd is. Het motief van dieren die, rug aan rug, op hun achterpoten staand en met hun koppen naar elkaar toegedraaid, bijten in het gebladerte waarin ze verstrikt zijn, komt ook elders in de kerk voor en geldt als typisch Noord-Italiaans.

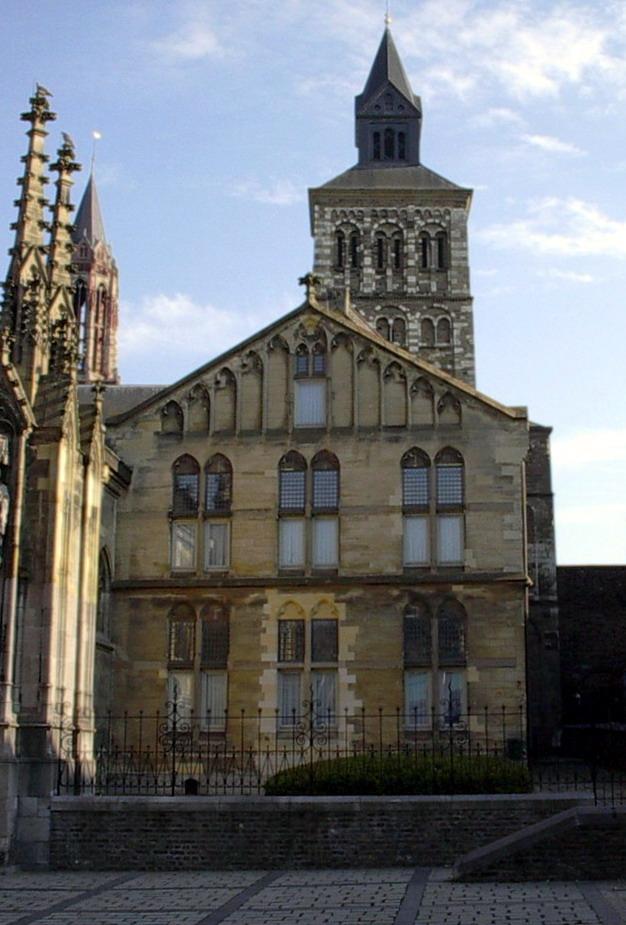
Voormalige kosterswoning
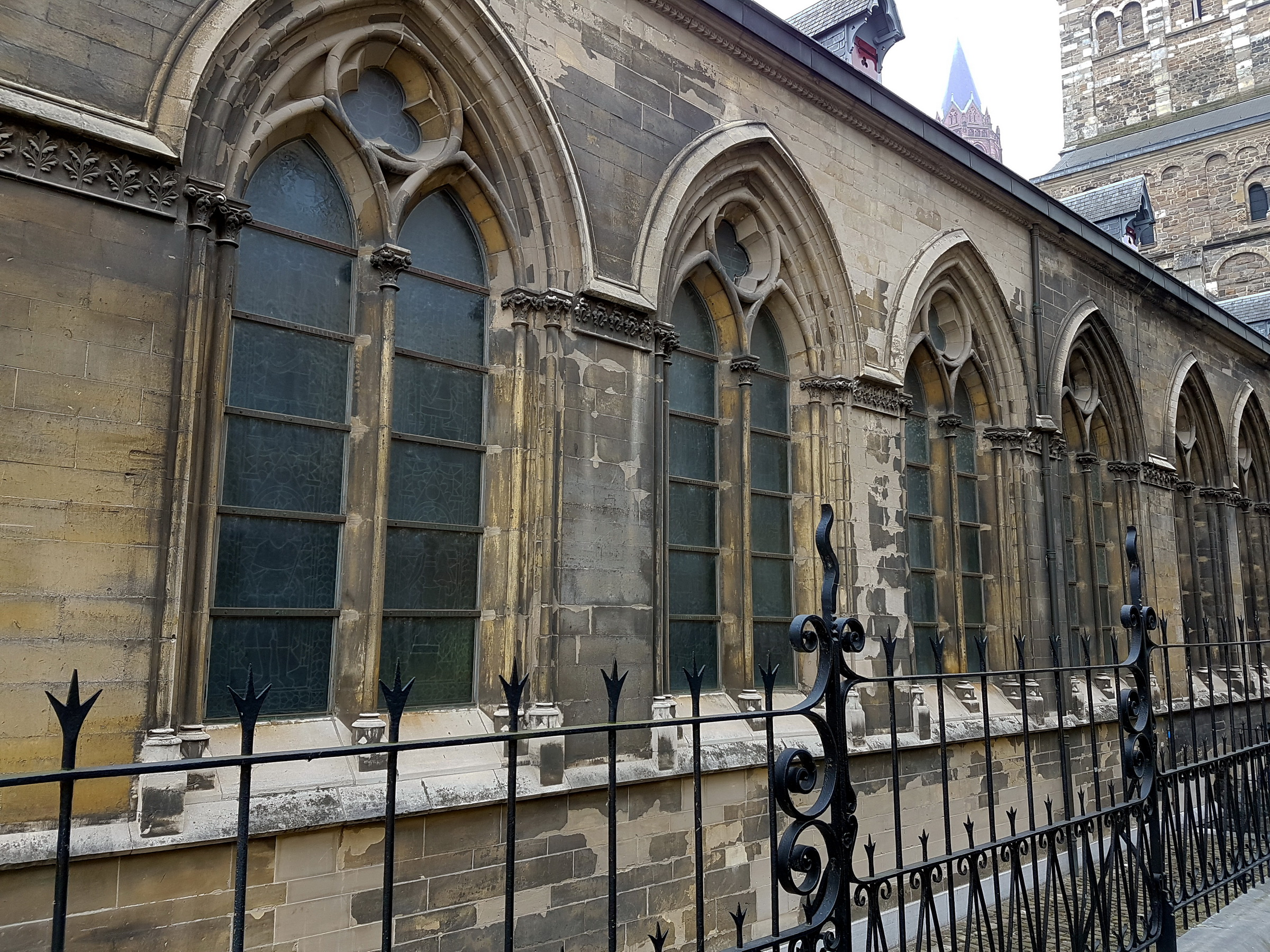
Neogotische gevel
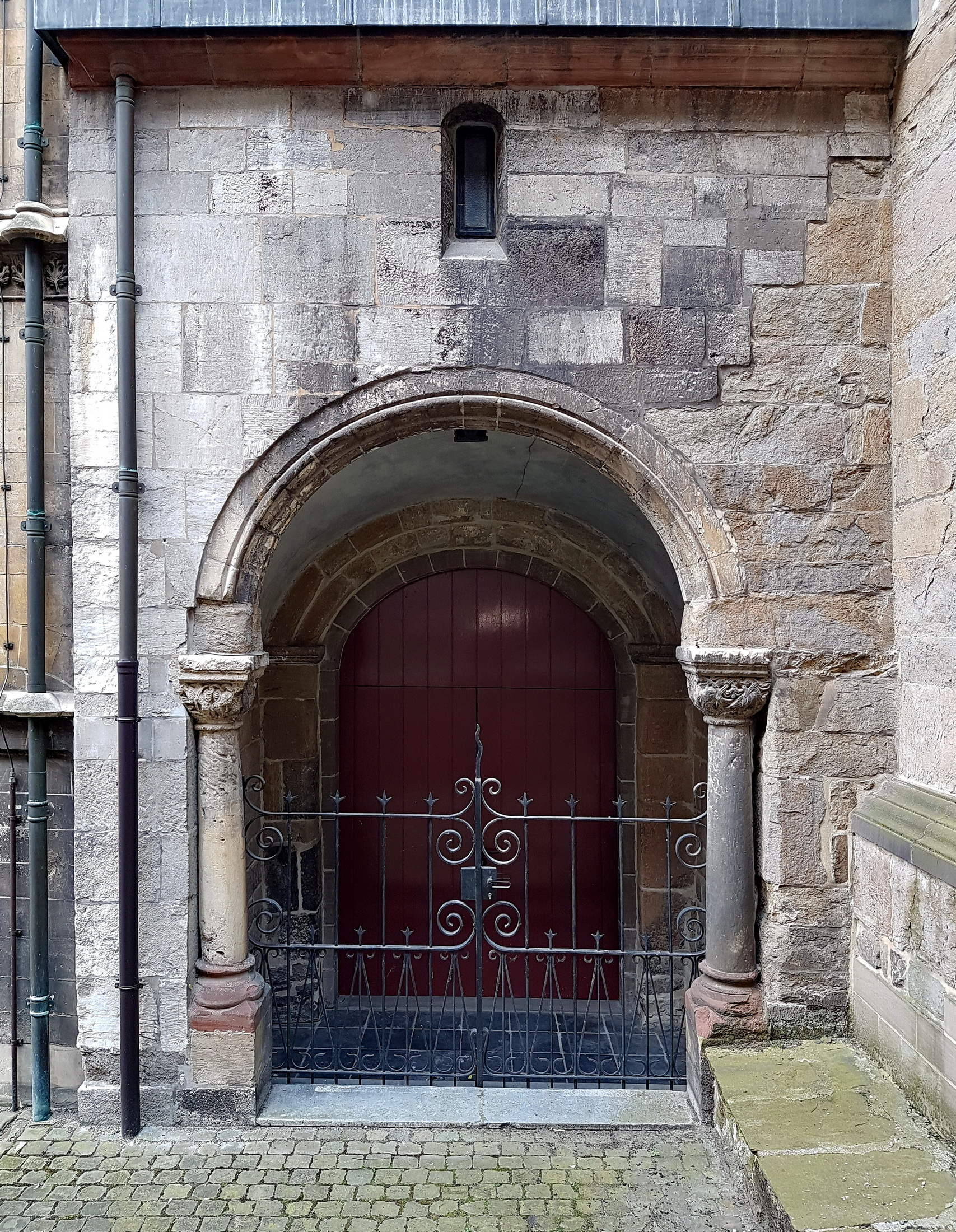
Romaans westportaal
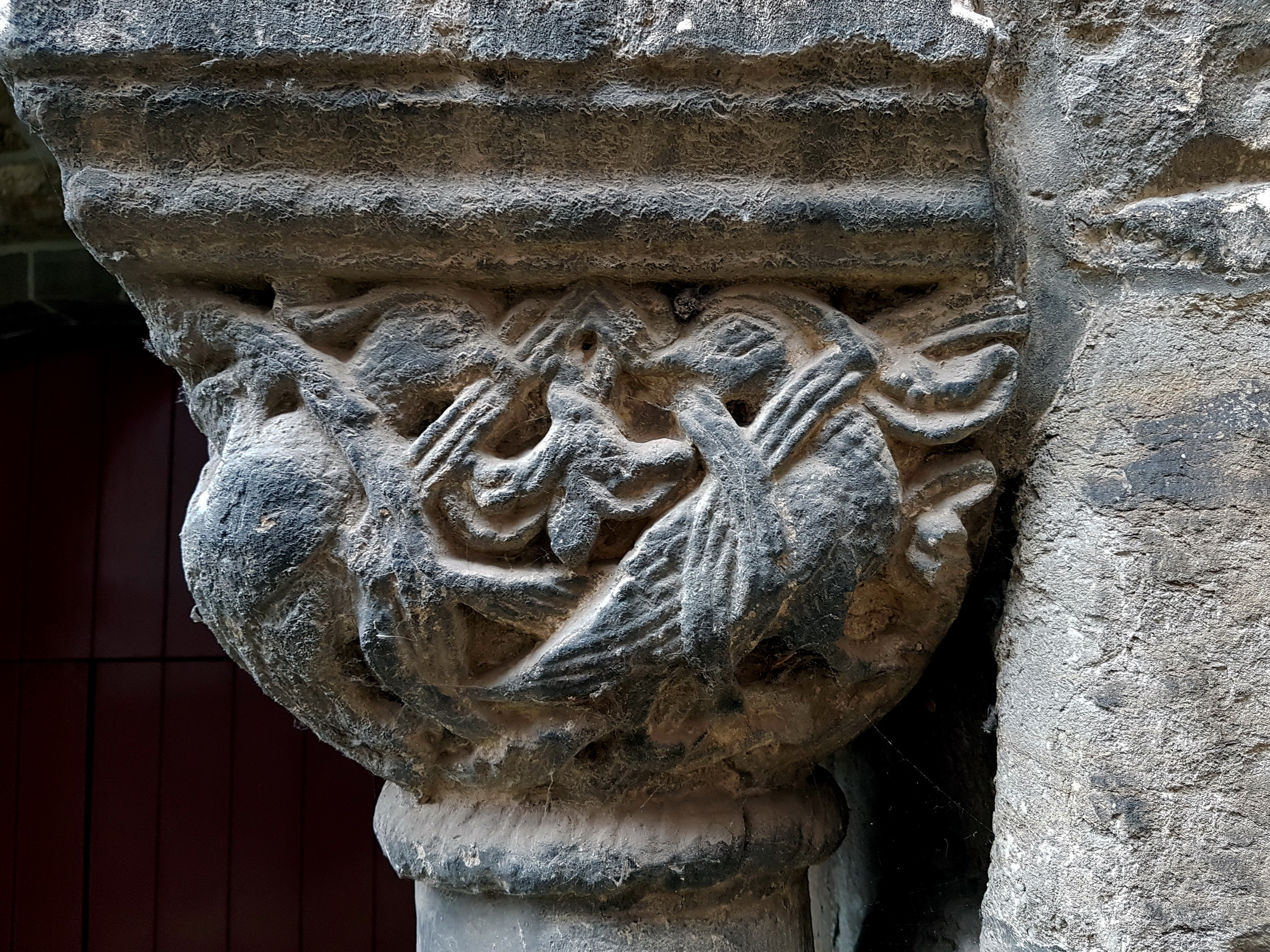
Kapiteel westportaal

### Sint-Servaasbasiliek: westwerk en westwerkbogen
Aansluitend op het westportaal rijst het imposante westwerk van de kerk op. Dit bouwwerk uit de 11e en 12e eeuw wordt gezien als een van de invloedrijkste westwerken uit de romaanse periode, met diverse navolgingen. Opvallende elementen zijn de massieve onderbouw van kolenzandsteen, de dubbele westwerktorens en de bogen over het Sint Servaasklooster. De westfaçade van de onderbouw is door lisenen en rondboogfriesen zowel horizontaal als verticaal in drieën gedeeld. In het midden van de tweede verdieping bevindt zich een groot oculusvenster, waar achter zich de troonloge bevindt. Op de derde verdieping bevindt zich de Keizerzaal. De indeling van de westwerktorens met rondboogfriesen en spaarvelden lijkt op die van de onderbouw. In de noordtoren hangen vijf luidklokken en een beiaard. In de zuidtoren hangt de grootste klok, "Grameer", een kopie van de originele klok uit 1515. De restanten van de neogotische middentoren van Cuypers zijn in 1983 vervangen door een eenvoudig zadeldak.
De romaanse bogen die over de straat reiken, zijn deel van een dubbele schoormuur van het westwerk. De muren van kolenzandsteen van deze steunbeerconstructie dateren waarschijnlijk uit de 12e eeuw. De noordelijke en zuidelijke schoormuur zijn respectievelijk 175 en 147 cm dik, waarin telkens twee rondboogpoorten zijn uitgespaard; de oostelijke breder en hoger dan de westelijke. De noordelijke muur is recht van boven; de zuidelijke loopt schuin omhoog. Aan de noordelijke schoormuur sluit de Hoge Leenzaal van de proosdij aan (zie beschrijving hieronder). Aan de zuidzijde van deze muur zijn enkele kraagstenen en moeten te zien, restanten van de houten loopbrug tussen westwerk en proosdij. In het interieur van beide gebouwen zijn restanten van de "proostenpoortjes" te zien, die toegang gaven tot de overdekte loopbrug. In een nis in de noordmuur is een neoromaans beeldje van Maria met Kind geplaatst.

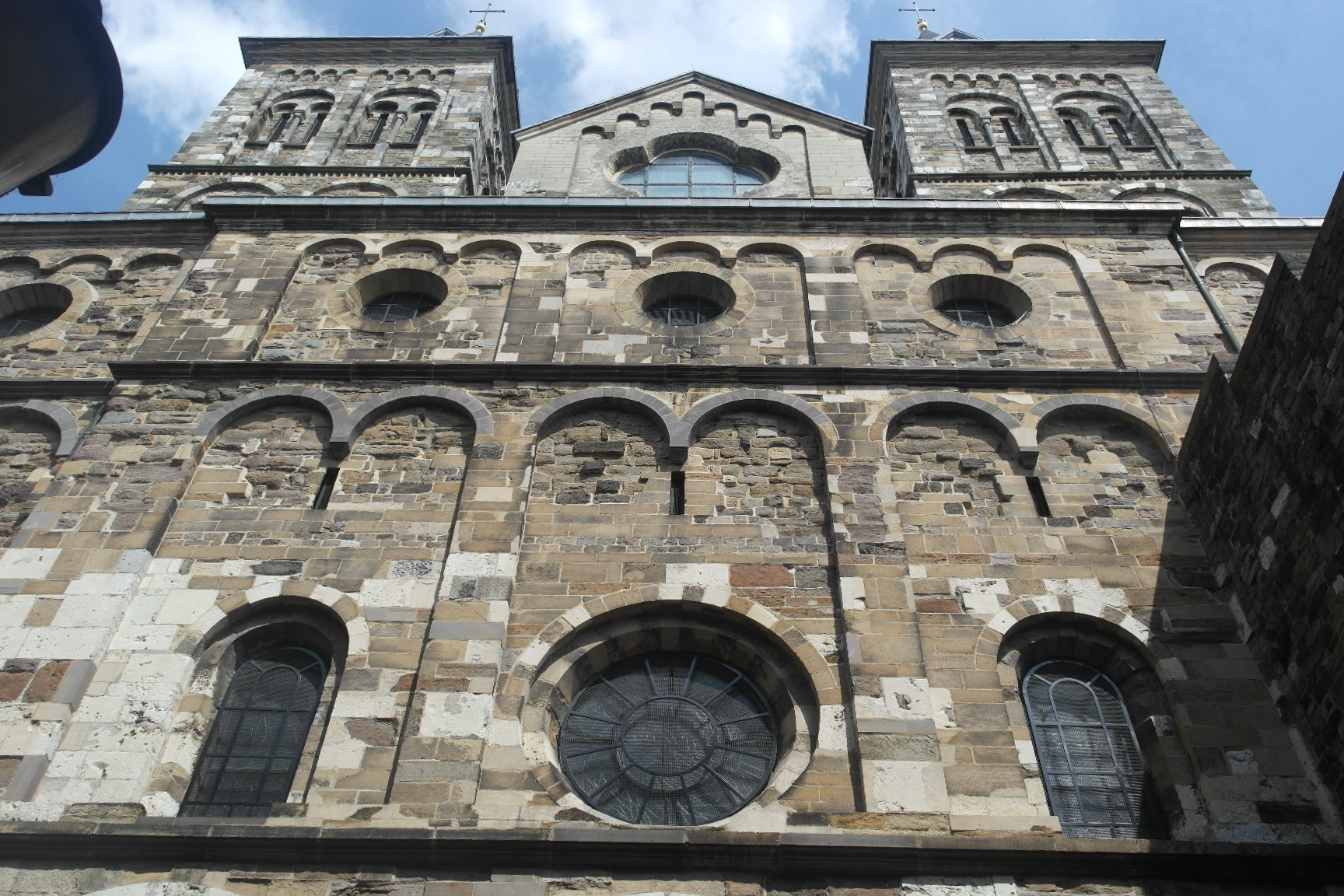
Westwerkfaçade
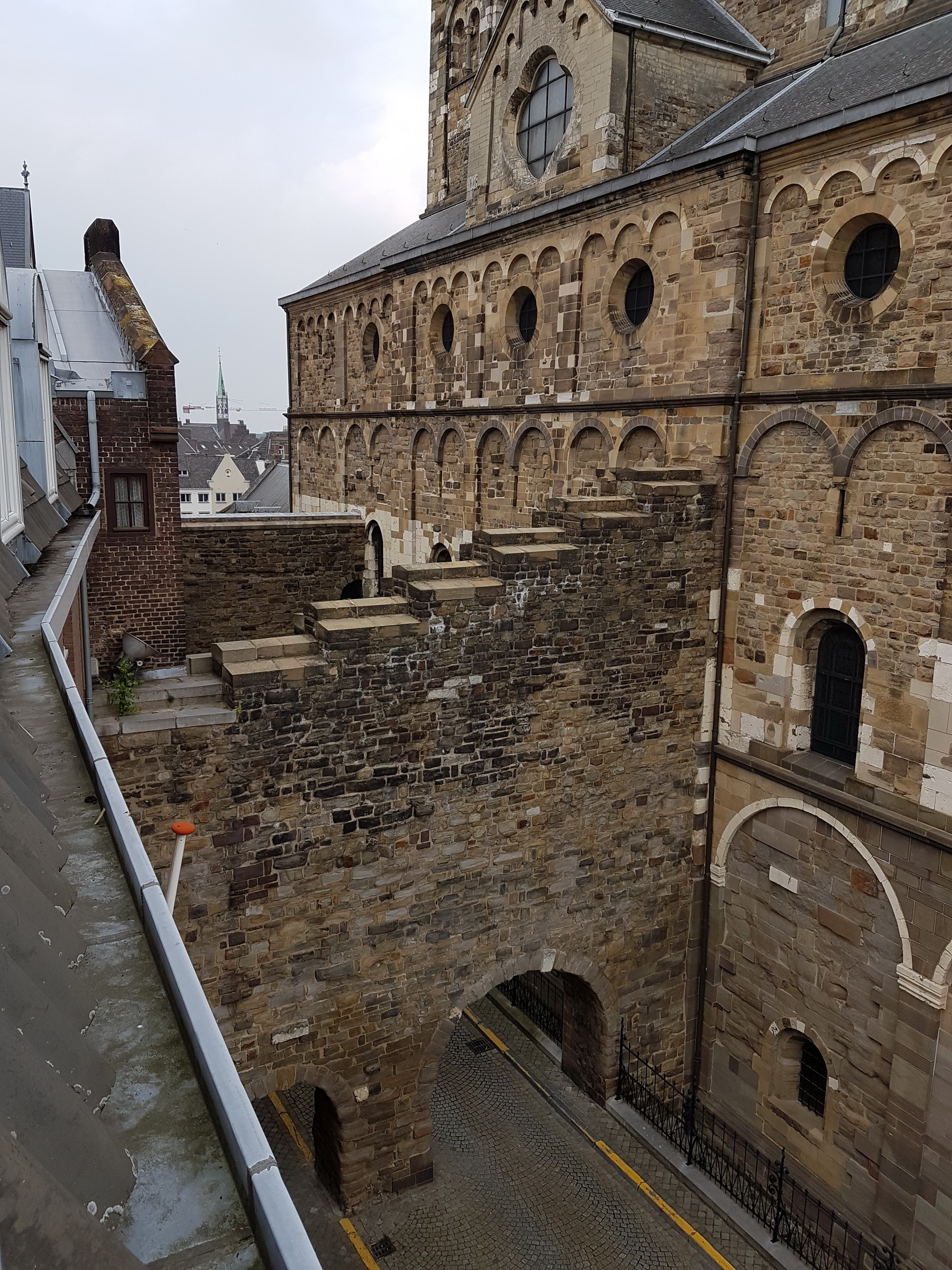
Westwerk met steunmuren
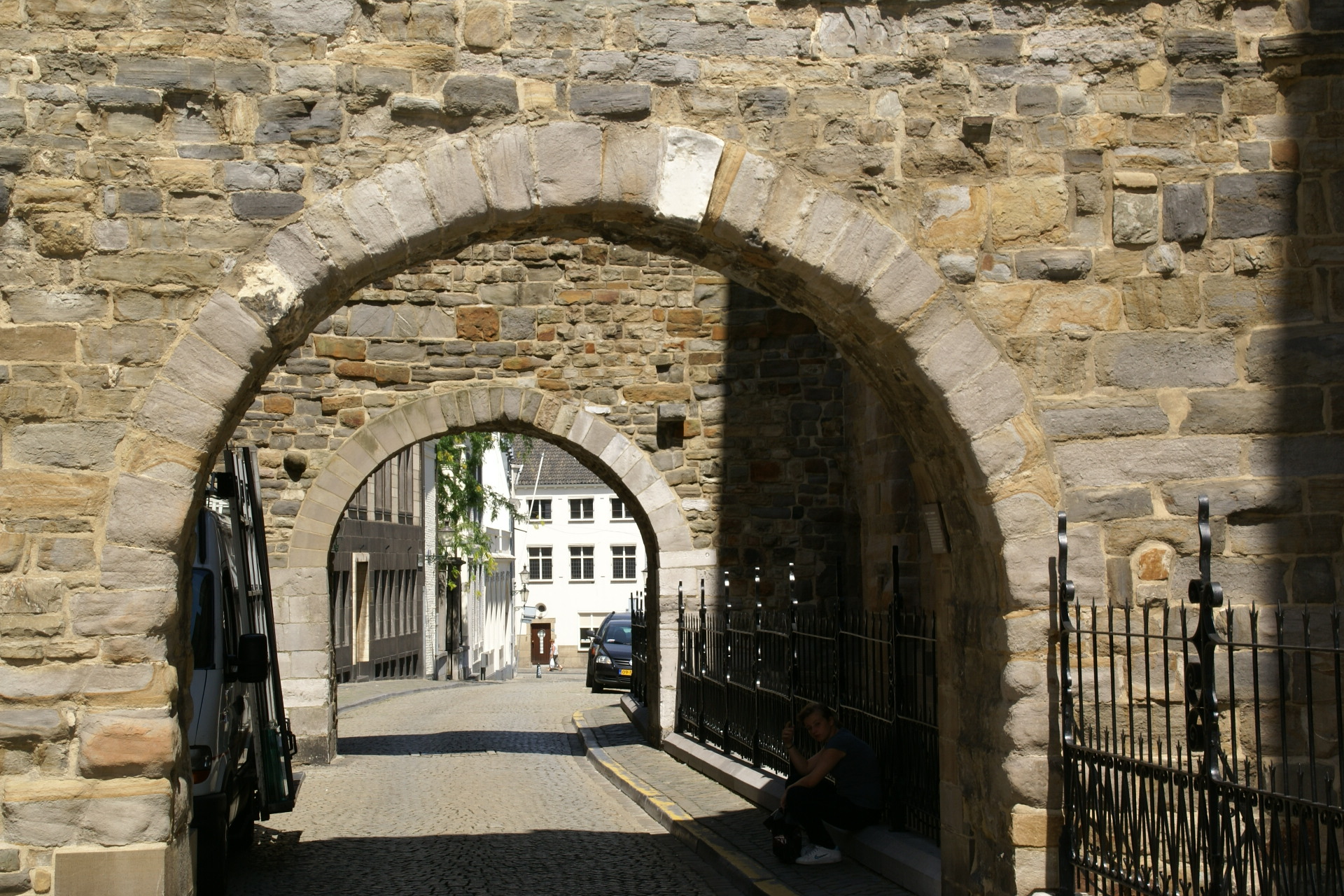
Doorzicht westwerkbogen
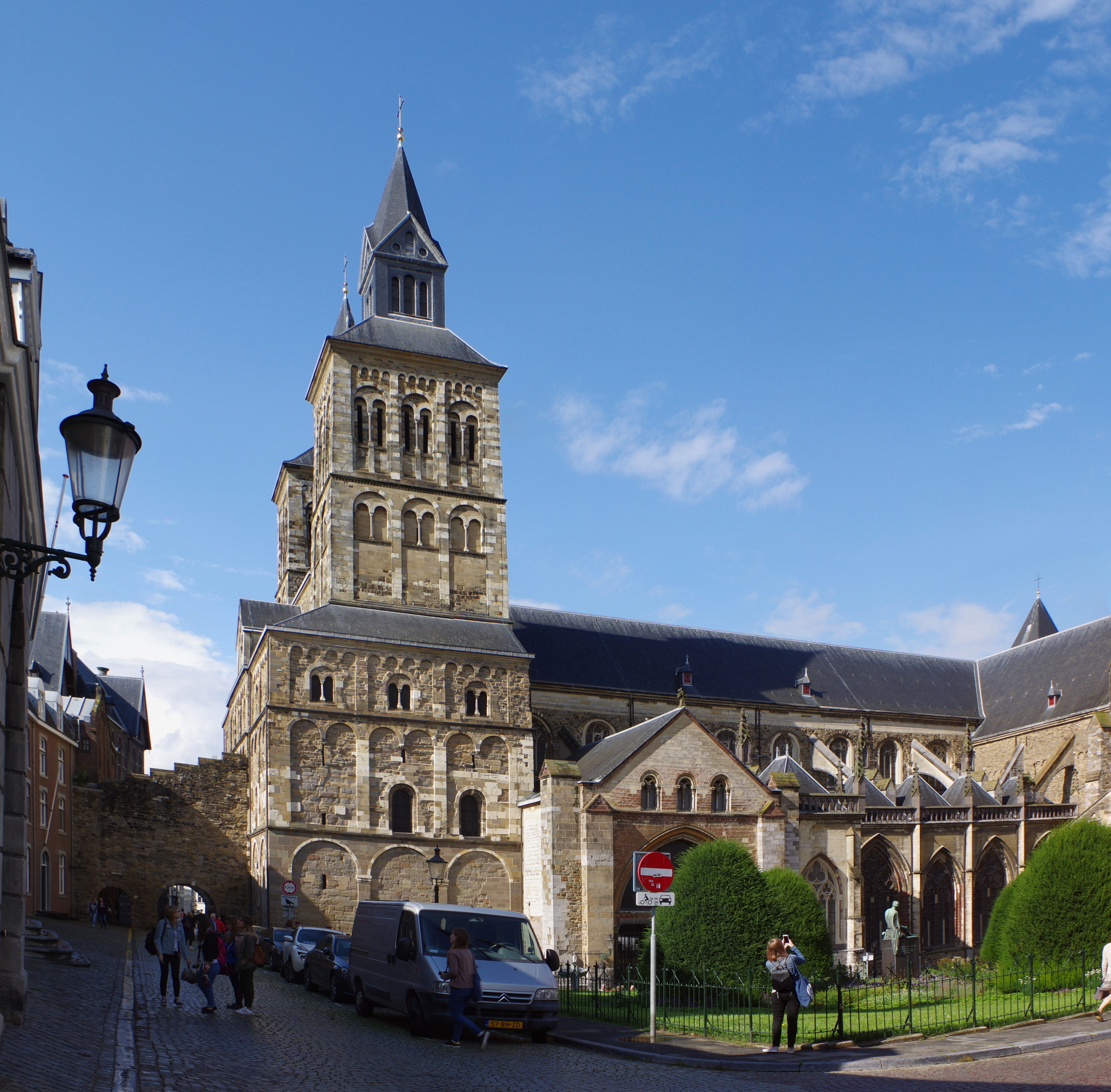
Westwerk vanuit het zuiden

### Klooster Onder de Bogen
Tegenover de Sint-Servaasbasiliek ligt het Klooster van de Zusters Onder de Bogen, een groot complex van oude en moderne gebouwen, dat zich uitstrekt tot aan de Kommel. Het oudste van de historische gebouwen aan het Sint Servaasklooster is de 12e of 13e-eeuwse Hoge Leenzaal, een gerechtsgebouw van de Proosdij van Sint-Servaas. Het gebouw heeft een puntgevel van kolenzandsteen, waarin twee gotische spitsboogvensters met hardstenen venstertraceringen. Tussen de westwerkbogen bevindt zich het Poortgebouw uit 1870-71 in een mengelmoes van neostijlen. Het gebouw is opgetrokken uit donkerbruine baksteen met raam- en deuromlijstingen in rode zandsteen en gele baksteenaccenten. De gevel van de Hoge Leenzaal is in 1909-10 opgenomen in een groot carrévormig complex, het Noviciaatshuis. De plint van kolenzandsteen en de rest van de gevel in neostijlen verwijst naar de restanten van de Hoge Leenzaal en de proosdij op de binnenplaats (in Maaslandse renaissancestijl). Rechts hiervan staat het voormalige Damespension, thans Elisabeth Gruytershuis, van Alphons Boosten uit 1936. De gevel is bekleed met travertinplaten, gecombineerd met een plint en raamomlijstingen van basaltlava.

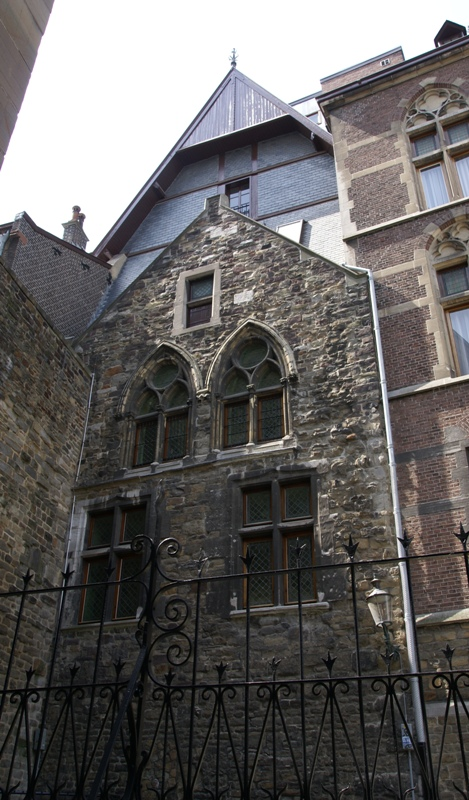
Hoge Leenzaal
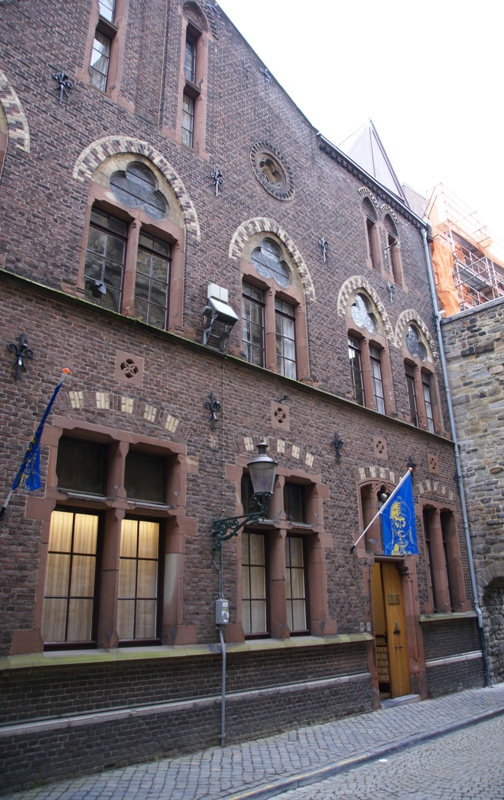
Poortgebouw
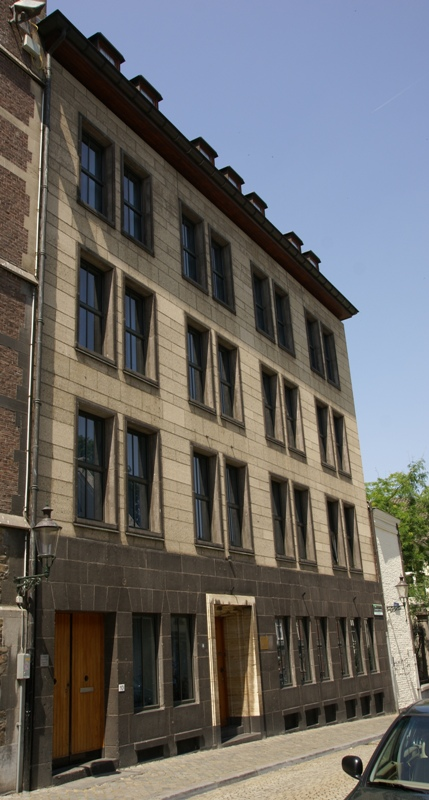
Elisabeth Gruytershuis
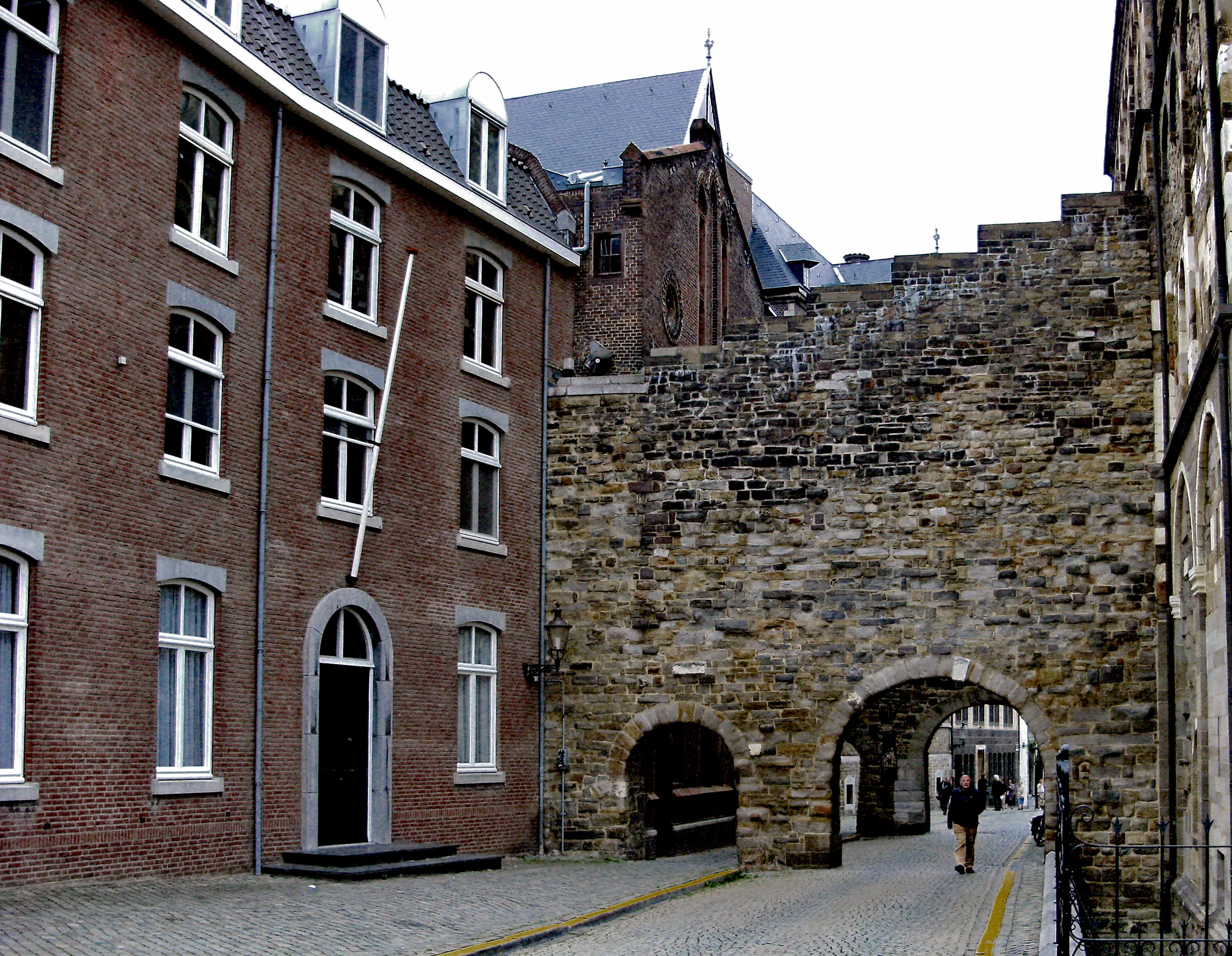
Bezinningscentrum (links)

### Kanunnikenhuizen
Rondom de Sint-Servaaskerk liggen een 25-tal kanunnikenhuizen, waarvan ongeveer de helft aan het Sint Servaasklooster. De meeste dateren in hun huidige vorm uit de 18e eeuw. Sommige zijn gebouwd als kleine stadspaleisjes in een U-vorm rondom een voorhof, van de straat afgescheiden door een poortgebouw (nrs. 22-24) of een fraai gesmeed hek (nrs. 28, 32). In de voorhof van het voormalige kanunnikenhuis Sint Servaasklooster 32, eerder in gebruik door de Universiteit Maastricht en tegenwoordig studentenhuisvesting, staat nog een grens- of immuniteitspaaltje met daarop afgebeeld de sleutel van Sint-Servaas, het symbool van het kapittel. Enkele panden hebben hun Lodewijk XVe of XVIe interieurs behouden (nrs. 22, 24, 28, 33, 36).

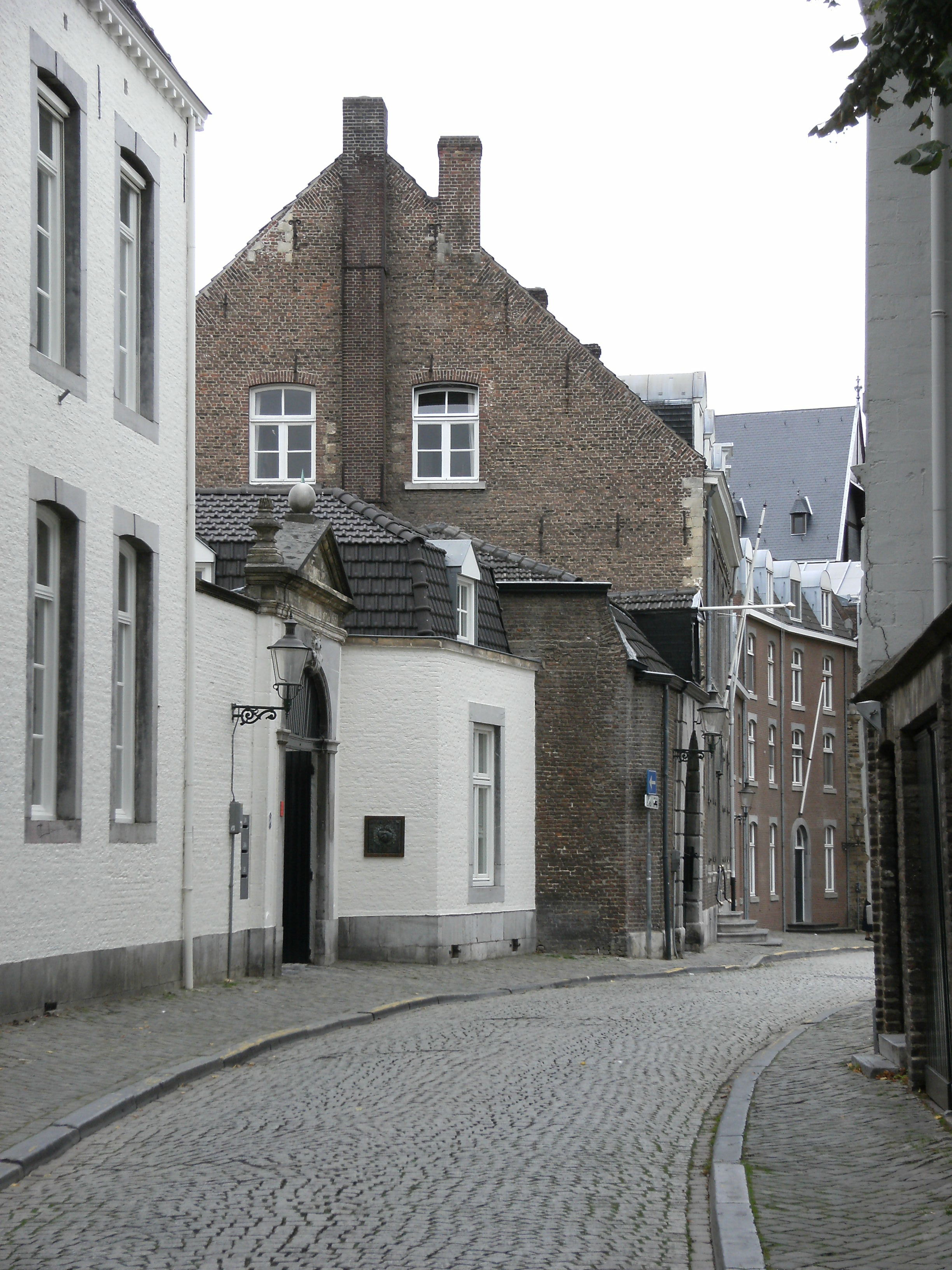
Poortgebouwen nrs. 22-24
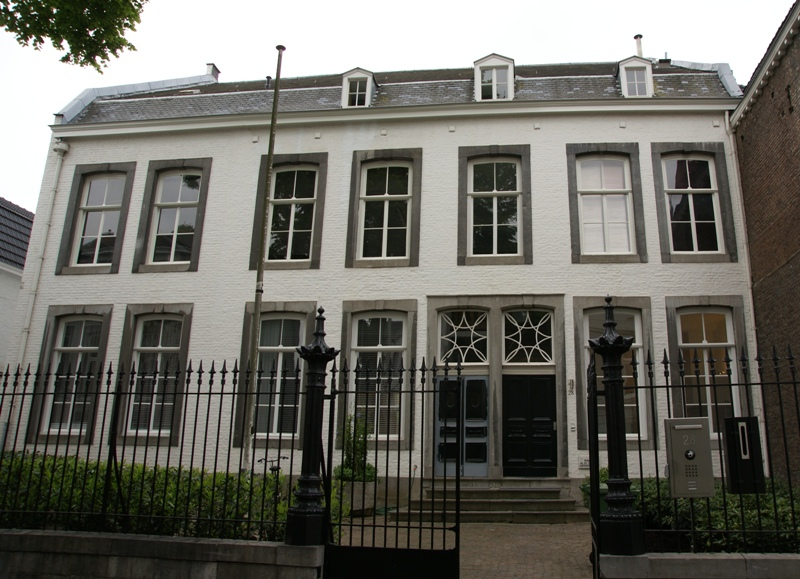
Sint Servaasklooster 28
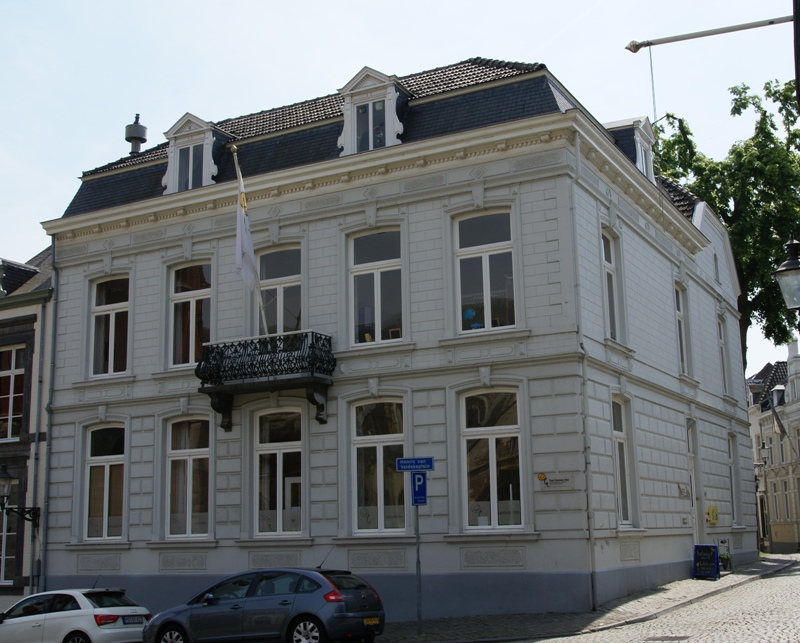
Sint Servaasklooster 33
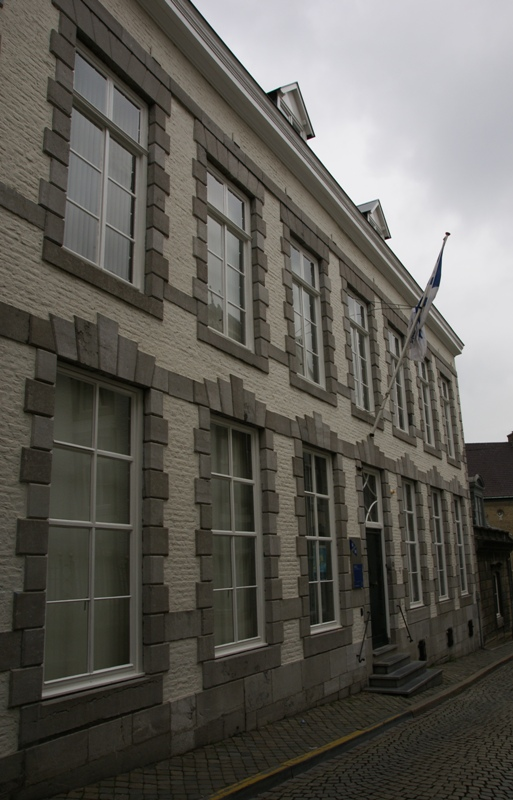
Sint Servaasklooster 39

### Militair erfgoed
De 13e-eeuwse stadsmuur, die in dit deel van de stad achter de huizen aan de even kant van het Sint Servaasklooster loopt, werd vroeger Boichgraeve of Schuttenhof genoemd, waarschijnlijk naar de boogschutters die in deze omgeving hun oefenterrein hadden. De muur van kolenzandsteen heeft aan de stadszijde open muurbogen, deels voorzien van schietgaten; aan de veldzijde zijn de muurbogen gedicht. Een prieel dat waarschijnlijk in de 19e eeuw boven op de muur is gebouwd, behoort bij het voormalige kanunnikenhuis Sint Servaasklooster 22.
De Dragonderwacht is een voormalig militair wachthuis op de hoek van de Papenstraat en het Sint Servaasklooster, tegenover het voormalig Oud Gouvernement. Het gebouw uit 1770 is gebouwd in Lodewijk XVI-stijl met gevels van Naamse steen. De voorgevel wordt geaccentueerd door een driehoekig fronton op gebeeldhouwde pilasters, geflankeerd door twee gebogen frontons. De reliëfs tonen onder andere een engel met het stadswapen (in het centrale fronton) en wapentrofeeën (op de pilasters).

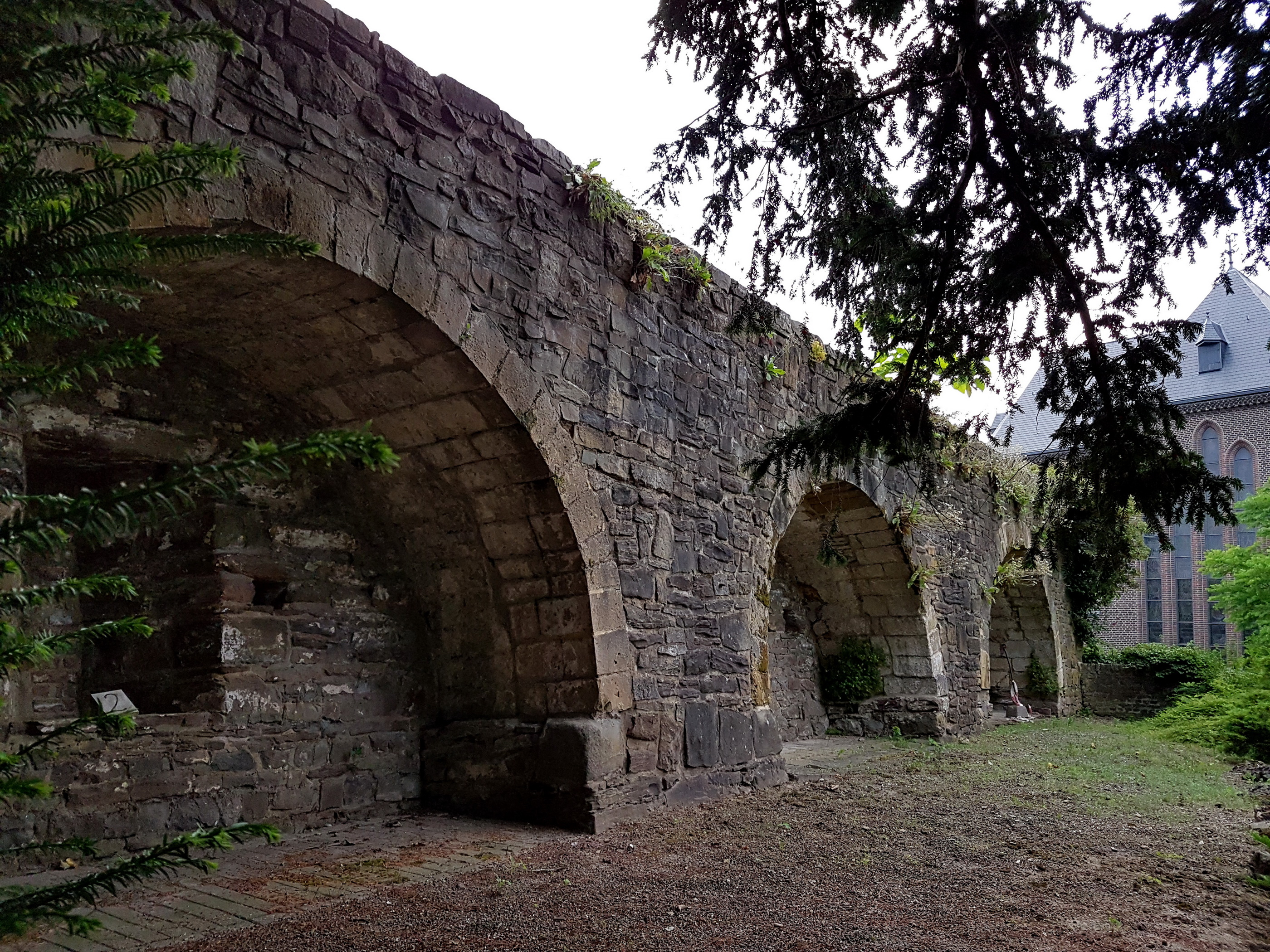
Stadszijde walmuur
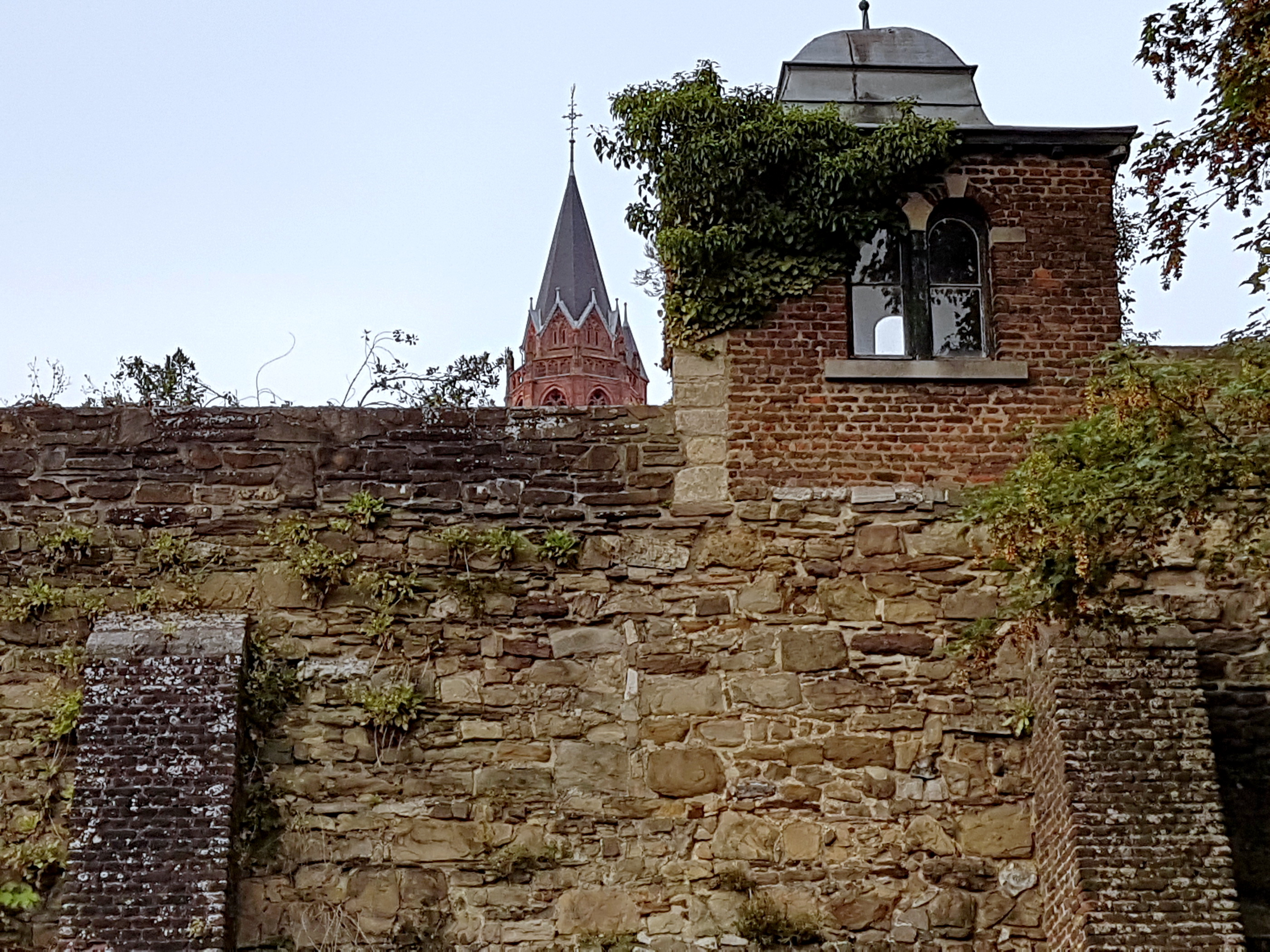
Veldzijde met prieeltje
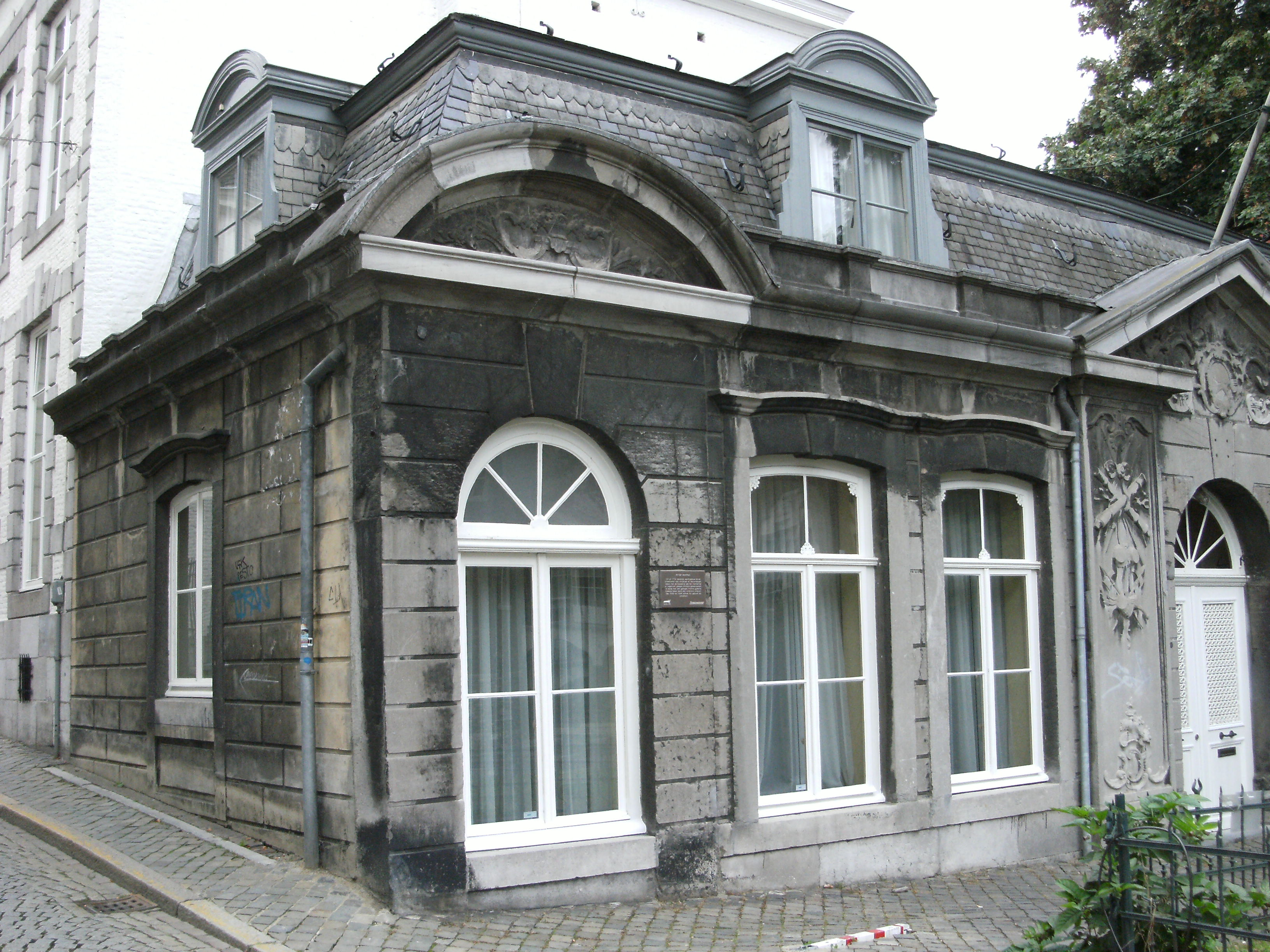
Dragonderwacht, zuidhoek
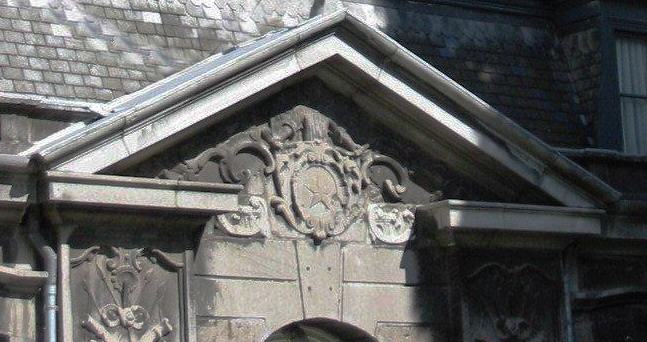
Dragonderwacht, fronton

### Kunst in de openbare ruimte
Een deel van het beeldhouwwerk dat aan het Sint Servaasklooster is te zien, is onderdeel van de bouwsculptuur van het betreffende gebouw. Daartoe behoren de hierboven beschreven figuratieve kapitelen van het westportaal van de Sint-Servaas en de reliëfs aan de façade van de Dragonderwacht. Ook de beelden van Maria met Kind onder een neogotisch baldakijn aan de gevel van het Noviciaatshuis en dat van de Heilige Carolus Borromeus aan het Poortgebouw, zijn in feite onderdeel van het ontwerp van de gevels. Of het beeldje van Maria met Kind in een nis in de noordelijke westwerkboog daar oorspronkelijk hoorde, is niet zeker. Het huidige beeldje, in de stijl van een Maaslandse sedes sapientiae, werd tijdens de restauratie onder leiding van Pierre Cuypers daar geplaatst. Op een lager gelegen pleintje tussen het westwerk en het Bergportaal van de Sint-Servaas staat het bronzen standbeeld van Monulfus en Gondulfus (Jef Courtens, 1993). Een andere Madonna met Kind, geïnspireerd door het bekende beeld van de Sterre der Zee, staat in het plantsoen vóór de Dragonderwacht, aan het zuideinde van de straat (Charles Vos, 1948).

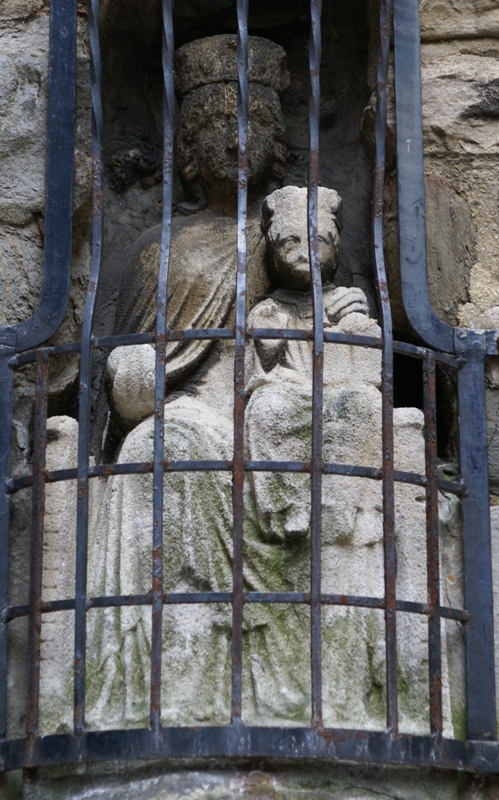
Neoromaanse Sedes Sapientiae
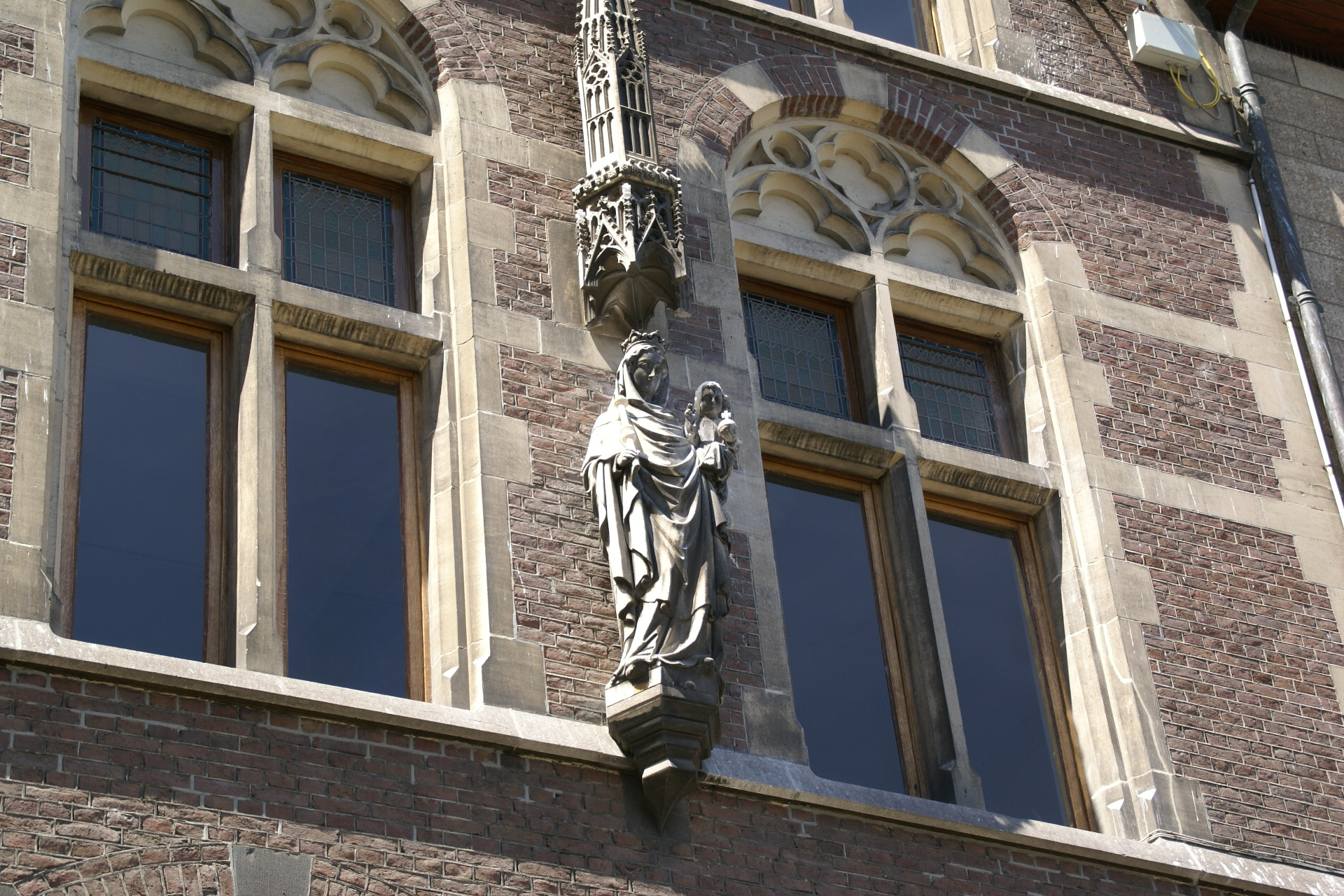
Neogotisch beeld Madonna met Kind
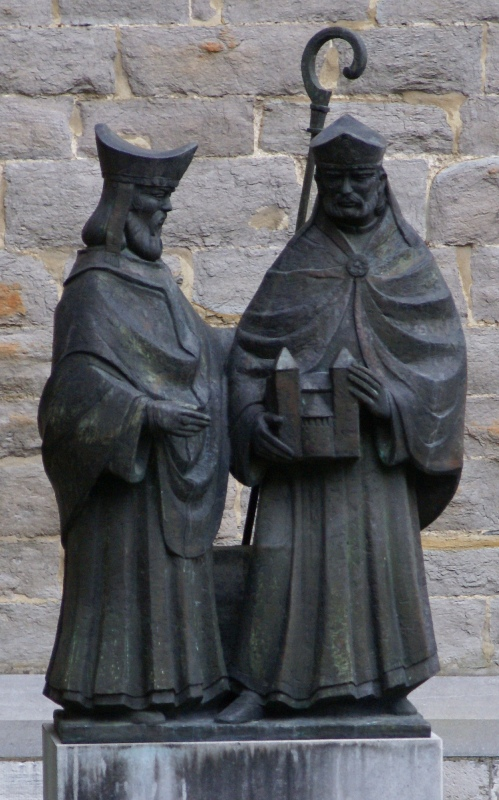
Monulfus en Gondulfus (Jef Courtens, 1993)
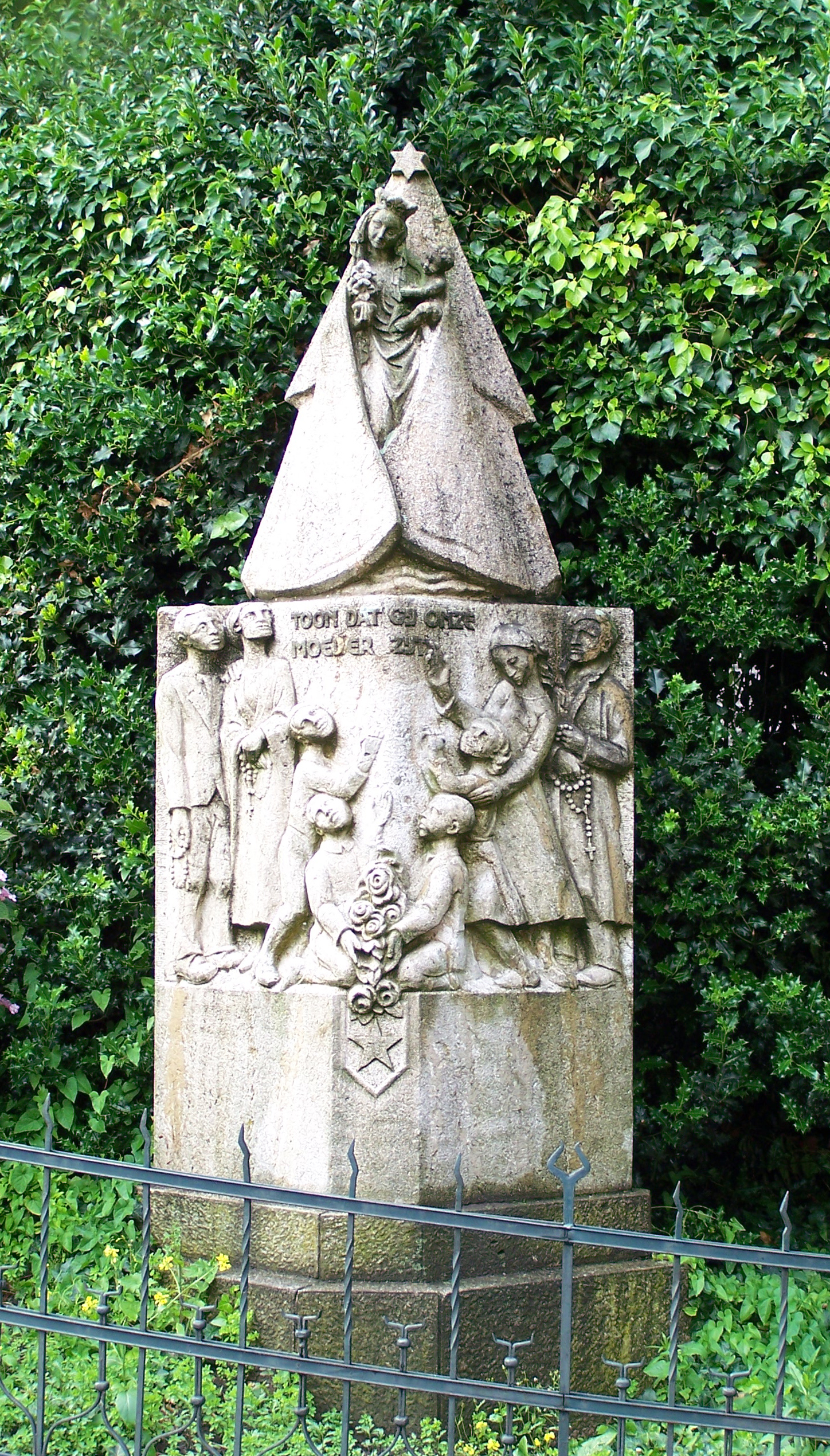
Sterre der Zee (Charles Vos, 1948)

## Trivia
- Bij de romaanse bogen tussen de Sint-Servaaskerk en de proosdij werd op 9 september 1827 een vondeling ontdekt. De baby kreeg de naam Servaas Boogen en was de stamvader van een Limburgse familie.[20]
- In het monumentale hoekhuis Sint Servaasklooster / Henric van Veldekeplein (thans Toon Hermans Huis) vond op 9 april 1885 de opzienbarende meervoudige moord plaats op de advocaat en procureur Eugène van Oppen, zijn oudste zoon Antoine en zijn dochter Hubertine. Een andere zoon, de dertienjarige Leopold, bleef ongedeerd en werd in 1910 burgemeester van Maastricht.[21][22]
- Op nr. 22 was gedurende een groot deel van de twintigste eeuw het St. Servatius-Tehuis voor Oude vrouwen gevestigd, dat beheerd werd door het Burgerlijk Armbestuur.[23]